# نیکولای درزدوف
نیکولای درزدوف (روسی: Николай Николаевич Дроздов؛ زادهٔ ۲۰ ژوئن ۱۹۳۷) طبیعت‌شناس، مجری تلویزیون، و روزنامه‌نگار اهل اتحاد جماهیر شوروی سوسیالیستی است.
از فیلم‌ها یا برنامه‌های تلویزیونی که وی در آن نقش داشته‌است می‌توان به سیاره زمین اشاره کرد.
وی همچنین برندهٔ جوایزی همچون نشان دوستی شده‌است.